# Two Weddings and a Funeral
Two Weddings and a Funeral (en hangul, 두 번의 결혼식과 한 번의 장례식; romanización revisada, Du Beon-ui Gyeol-hon-sik-gwa Han Beon-ui Jang-nye-sik) es una comedia romántica que explora la intolerancia y el tabú de la sociedad coreana hacia la comunidad gay del país. La película narra la historia de un hombre gay y una mujer lesbiana quienes deben tener un matrimonio de conveniencia. Es el primer largometraje del cineasta Kim Jho Kwang Soo y su cuarta producción con temática LGBT.

## Argumento
Un hombre gay, Min Soo (Kim Dong Yoon) y una lesbiana, Hyo Jin (Ryu Hyun Kyung) son prometedores doctores en el hospital general. Los colegas están de acuerdo en casarse para que Hyo-jin pueda adoptar a un niño junto a su novia de 10 años Seo Young (Jung Ae Yeon), y Min Soo puede complacer a sus padres y además acceder a una cara vivienda, manteniendo su estilo de vida gay dentro del armario. Mientras ambos vivían con sus respectivas parejas, quienes se mudaron a la casa de enfrente, Min Soo y Hyo-jin aparentaban ser una "pareja normal" de recién casados. Ellos disfrutan de todos los beneficios que se ofrecen a las parejas heterosexuales, también son capaces de evitar el escrutinio público y la desaprobación de los padres. Sin embargo, los padres intrusivos de Min Soo empiezan a involucrarse más en la vida de la pareja, amenazando su esquema.

## Reparto
- Kim Dong Yoon como Min Soo.
- Ryu Hyun-kyung como Hyo-jin.
- Song Yong Jin como Lee Suk.
- Jung Ae-youn como Seo-yeong.[1]
- Park Jung Pyo como Tina.
- Park Soo-young como la hermana mayor de Tina.[2]
- Lee Seung Joon como Kyeong Nam (dueño del bar).[3]
- Kim Joon Beom como Joo Noh (abogado, amigo de Min Soo).
- Han Seung Do como Young Gil (amigo de Min Soo).
- Jang Se Hyun como Ik Hoon (amigo de Min Soo).
- Jung In Young como la enfermera Na.
- Choi Il Hwa como el padre de Min Soo.
- Shin Hye Jung como la madre de Min Soo.
- Kim Hyuk como el ex enamorado de Lee Suk.
- Yoo Yeon-seok como el hermano menor de Lee Suk.
- Kwon Hae-hyo como un médico (cameo).[4]
- Lee Moon-sik como el sacerdote (cameo).
- Jung In-gi como el taxista (cameo).